# Nagisavelia hikarui
Nagisavelia hikarui — вид напівводних клопів родини мезовелій (Mesoveliidae). Описаний у 2023 році.

## Поширення
Ендемік Японії. Мешкає на узбережних галькових пляжах.